# Il sogno di Anita
Il sogno di Anita è un film cortometraggio del 1963 diretto da Mario Masini. Il film appartiene al genere del cinema sperimentale ed è stato il primo film realizzato da Masini. Di esso è andato perso l'originale e non vi sono copie.

## Trama
Anita è la protagonista di un viaggio onirico. La vediamo prima in Puglia, mentre cammina tra i trulli di Alberobello e poi a Roma, dove attraversa piazza Navona, scende le scale di Monteverde, osserva strade e monumenti della città.

## Produzione
Il film, tipico del cinema sperimentale italiano, è realizzato con velocità di ripresa rallentate e velocizzate, con movimenti di macchina rapidi, inquadrature laterali e rovesciate. Una breve animazione è incisa direttamente sulla pellicola.
Il film, realizzato in formato 8 mm a colori e proiettato all'interno dell'ambiente dei cineasti del cinema sperimentale romano, vinse il secondo premio a un concorso indetto da una azienda orafa di Arezzo nel 1963.